# Aurelio Galli
Aurelio Galli (26. února 1866, Frascati – 26. března 1929, Řím) byl italský římskokatolický duchovní a kardinál.

## Život
Narodil se 26. února 1866 ve Frascati.
Studoval na Papežském římském semináři a později na Papežské univerzitě Gregoriana. Dne 21. dubna 1889 byl vysvěcen na kněze. V letech 1893-1899 byl zaměstnancem Posvátné Kongregace pro mimořádné církevní záležitosti a poté se stal sekretářem sekretáře sekretariátu latinských dopisů. Roku 1899 mu byl také udělen titul Tajného papežského kaplana.
V červnu 1903 sepsal a přednesl smuteční řeč za papeže Lva XIII. a v srpnu 1914 za papeže Pia X. Při konkláve v roce 1914 a konkláve v roce 1922 sepsal oratio pro eligendo pontifice.
Dne 5. srpna 1903 byl jmenován sekretářem sekretariátu latinských dopisů a byl mu udělen titul Papežského domácího preláta. Dne 24. června 1908 se stal kanovníkem baziliky svatého Petra a 27. listopadu 1908 se stal apoštolským protonotářem supernumerary.
Dne 7. listopadu 1911 byl ustanoven také sekretářem pro Sekretariát breve vládcům.
Dne 20. prosince 1923 jej papež Pius XI. na konzistoři jmenoval kardinálem. Jako titulární kostel mu byl přidělen Sant'Angelo in Pescheria. Kardinálský biret a titul mu byl předán 23. prosince. Stal se členem Posvátné kongregace pro obřady, seminářů, univerzit, Stavební huti baziliky svatého Petra a Posvátné Kongregace pro mimořádné církevní záležitosti.
Byl protektorem kongregace Dcer milosrdenství Třetího řádu svatého Františka z Assisi v Palma de Mallorca, Sester františkánek rodiny Mariiny ve Lvově a Malých sester prozřetelnosti v Corencu.
Zemřel 26. března 1929 na následky cévní mozkové příhody. Pohřben byl na hřbitově Campo Verano a po roce byly jeho ostatky přeneseny do katedrály svatého Petra ve Frascati.